# Ermita del Santo Cristo del Humilladero (Villalba de los Alcores)
La ermita del Santo Cristo del Humilladero, anterior al siglo XVIII, se encuentra en el municipio vallisoletano de Villalba de los Alcores (Castilla y León, España).

## Historia

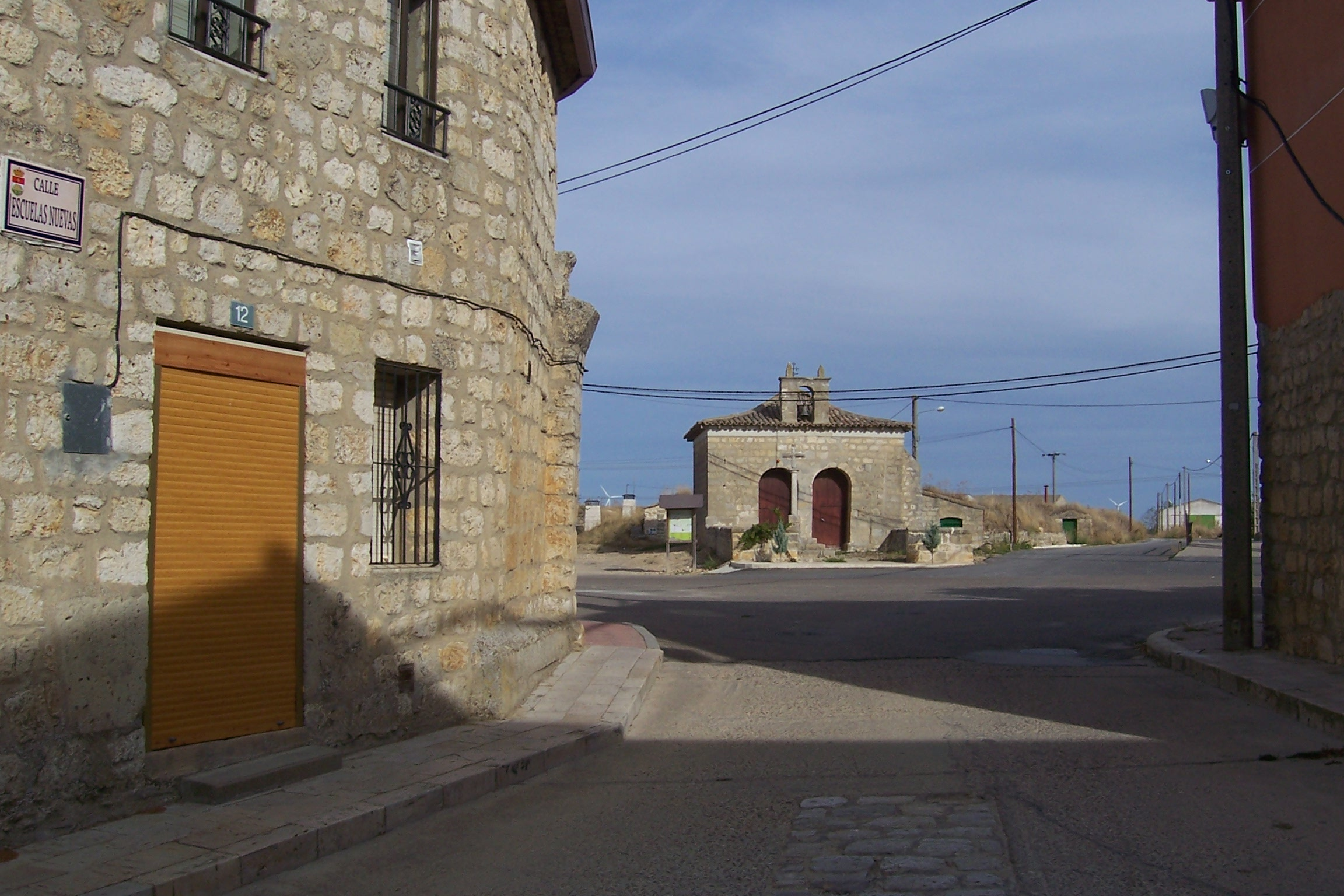
Vista de la ermita.

Desde el siglo XVIII, la Cofradía de la Cruz celebraba las festividades de la Invención de la Cruz, el 3 de mayo, y la Exaltación de la Cruz, el 14 de septiembre, sacando en procesión al Bendito Cristo del Humilladero, titular de esta ermita.
En el siglo XIX, con la exclaustración de los monjes del Monasterio de Santa María de Matallana, se trajo el retablo que, actualmente, podemos contemplar en esta ermita con la imagen del Bendito Cristo. Este humilladero poseía una cruz de piedra que se rompió en el año 1976; ésta fue sustituida por una de cemento, pero acabó siendo derruida y, así, se suplió por una cruz de hormigón. No obstante, esta última también fue suplantada por otra cruz esculpida en piedra caliza de los Montes Torozos y siguiendo el modelo de la cruz original.
Desde que en 1860 esta ermita fuese enajenada por el Conde de Castilnovo pertenece a la familia “de Rivas”. En 1931 fue declarada Monumento Nacional.